# Anna Maria af Østfrisland
 Der er for få eller ingen kildehenvisninger i denne artikel, hvilket er et problem. Du kan hjælpe ved at angive troværdige kilder til de påstande, som fremføres i artiklen.

Anna Maria af Østfrisland (født 23. juni 1601, død 4. september 1634) var datter af Enno 3. af Østfrisland og Anna af Slesvig-Holsten-Gottorp. 

## Ægteskab og børn
Den 4. September 1622 blev hun gift med Adolf Frederik 1. af Mecklenburg (1588-1658). I ægteskabet fødtes følgende børn:
1. Christian Ludvig 1. af Mecklenburg-Schwerin (11. december 1623 – 21. juni 1692)
2. Sophia Agnes af Mecklenburg-Schwerin (11. januar 1625 – 26. december 1694)
3. Karl, hertug af Mecklenburg-Mirow (8. marts 1626 – 20. august 1670)
4. Anna Maria af Mecklenburg-Schwerin (1. juli 1627 – 11. december 1669), gift med Augustus, hertug af Sachsen-Weissenfels (forfader til George 3. af Storbritannien).
5. Johann Georg af Mecklenburg-Schwerin (5. maj 1629 – 9. juli 1675)
6. Hedwig of Mecklenburg-Schwerin (11. august 1630 – 17. maj 1631)
7. Gustav Adolf af Mecklenburg-Schwerin (26. februar 1632 – 14. maj 1670)
8. Juliane af Mecklenburg-Schwerin (8. november 1633 – 3. februar 1634)